# MetroCentro
Ne doit pas être confondu avec Métro de Séville.
MetroCentro est un réseau de transport collectif en site propre de type tramway desservant Séville, circulant dans le centre-ville et ouverte en 2007.
Sur un tracé de 3 km et sept stations, MetroCentro dessert plusieurs quartiers du centre historique et le district de Nervión. Elle est en correspondance avec la ligne 1 du métro, les lignes de bus et les trains de banlieue.
Les travaux de la ligne commencent en 2006, et la ligne est inaugurée dix-huit mois plus tard. Elle est prolongée en 2011 jusqu'à la gare de San Bernardo. Une nouvelle extension, commencée en 2022, doit l'amener à la gare de Santa Justa.

## Historique

### Construction et inauguration
Les travaux de réalisation du MetroCentro commencent en juin 2006 et s'achèvent onze mois plus tard. Le premier tronçon est inauguré le 28 octobre 2007 entre la plaza Nueva et le Prado de San Sebastián, avec un mois de retard sur la date initialement programmée en raison de difficultés techniques.

### Extensions successives
Une première extension est mise en service le 21 mars 2011, qui permet de connecter le Prado de San Sebastián avec la gare des trains régionaux et de banlieue de San Bernardo.
En 2021, la municipalité sévillane approuve une nouvelle extension du réseau, avec pour objectif à terme de relier la gare de Séville-Santa Justa. Un premier tronçon est commencé en mars 2022, afin de prolonger la ligne de la gare de San Bernardo jusqu'au centre commercial Nervión Plaza. L'appel d'offres pour la rédaction de la seconde phase de la prolongation, jusqu'à Santa Justa où doit être construit un échangeur multimodal avec le Tranvibus, est lancé en juillet 2022, mais il est retiré puis relancé au bout d'un mois, en raison d'erreurs administratives dans sa rédaction.
Le tronçon reliant la gare de San Bernardo à Eduardo Dato est inauguré le 19 juin 2024. L'extension jusqu'à Luis de Morales ouvre le 18 novembre suivant, permettant à la ligne d'atteindre 3,5 km.

## Réseau

### Stations
Le réseau circule uniquement dans le centre historique de Séville (Casco Antiguo). Il passe à proximité immédiate de l'hôtel de ville, longe la cathédrale, les Archives générales des Indes, l'enceinte sud de l'alcazar de Séville, le Prado de San Sebastián, la gare de San Bernardo puis les avenues San Francisco Javier et Eduardo Dato.
|  |   |  | Station                | Communes                          | Correspondances                                                                   |
|  | - |  | ---------------------- | --------------------------------- | --------------------------------------------------------------------------------- |
|  | ■ |  | Plaza Nueva            | Séville (Casco Antiguo)           |                                                                                   |
|  | o |  | Archivo de Indias      | Séville (Casco Antiguo)           |                                                                                   |
|  | o |  | Puerta Jerez           | Séville (Casco Antiguo)           | Ligne 1 du métro de Séville                                                       |
|  | o |  | Prado de San Sebastián | Séville (Casco Antiguo)           | Ligne 1 du métro de Séville                                                       |
|  | o |  | San Bernardo           | Séville (Nervión)                 | Ligne 1 du métro de Séville · Cercanías Sevilla                                   |
|  | o |  | San Francisco Javier   | Séville (Nervión)                 |                                                                                   |
|  | o |  | Eduardo Dato           | Séville (Nervión)                 | Ligne 1 du métro de Séville                                                       |
|  | ■ |  | Luis de Morales        | Séville (Nervión)                 |                                                                                   |
|  | x |  | Santa Justa            | Séville (San Pablo - Santa Justa) | Cercanías Sevilla · Media Distancia Renfe · Avant Renfe · Alvia Renfe · AVE Renfe |

### Matériel roulant
MetroCentro utilise cinq rames Urbos III de Construcciones y Auxiliar de Ferrocarriles (CAF), dotées de supercondensateurs permettant de réaliser une partie de leur trajet sans ligne aérienne de contact.
Initialement, les rames utilisées étaient des Urbos II destinées au métro de Séville, qui utilisaient des caténaires reposant sur d'imposants poteaux noirs, qui gâchaient la perspective dans le secteur de la cathédrale de Séville. Dès mars 2008, les poteaux sont remplacés sur cette portion de la ligne par des réverbères de style Restauration, qui sont à leur tour totalement supprimés en 2011 avec la réception des nouvelles rames. Au cours de la Semaine Sainte, les caténaires devaient par ailleurs être démontées, ce qui réduisait le service pendant trois semaines.

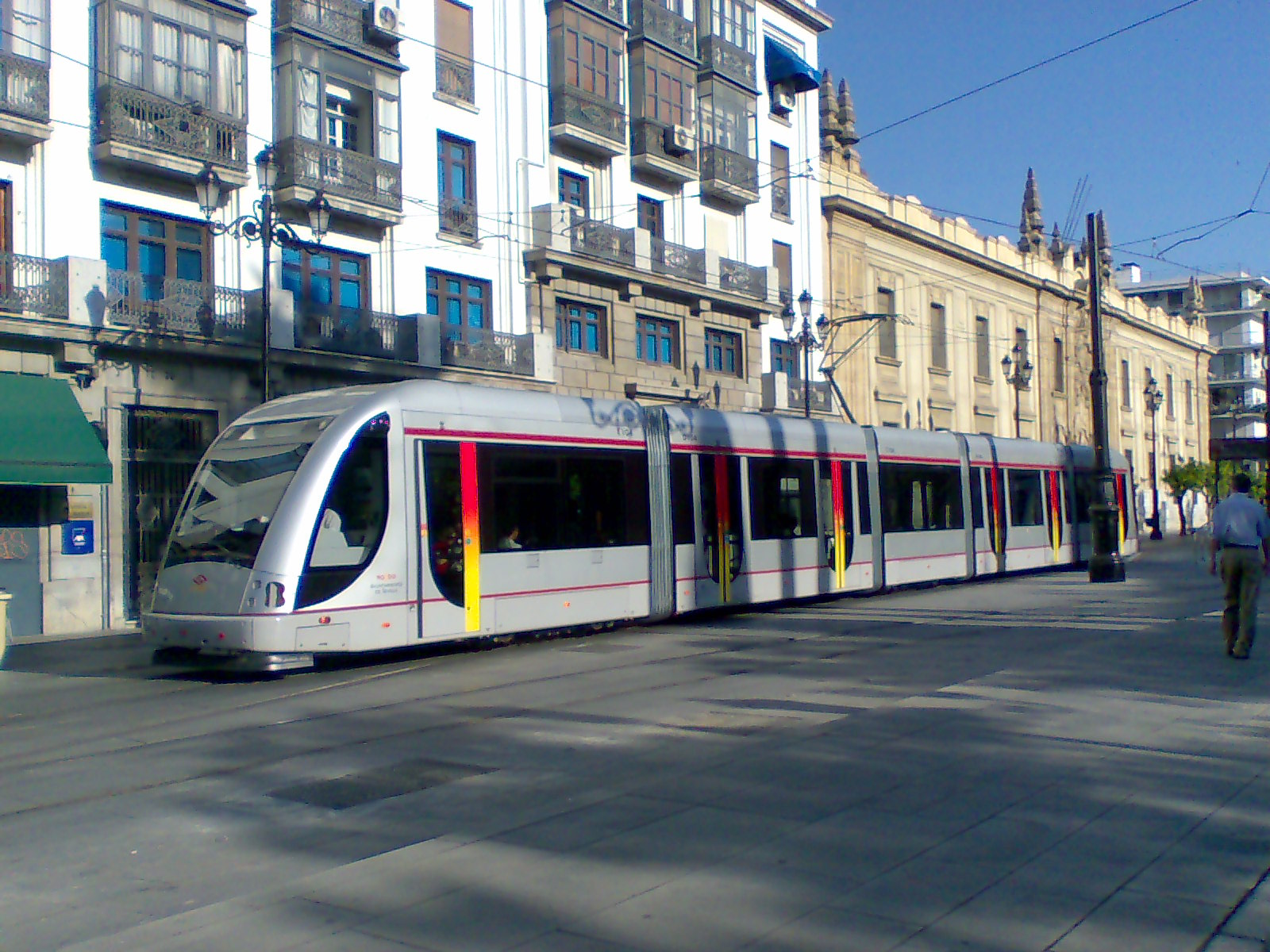
Une rame Urbos II utilisée initialement sur le réseau.
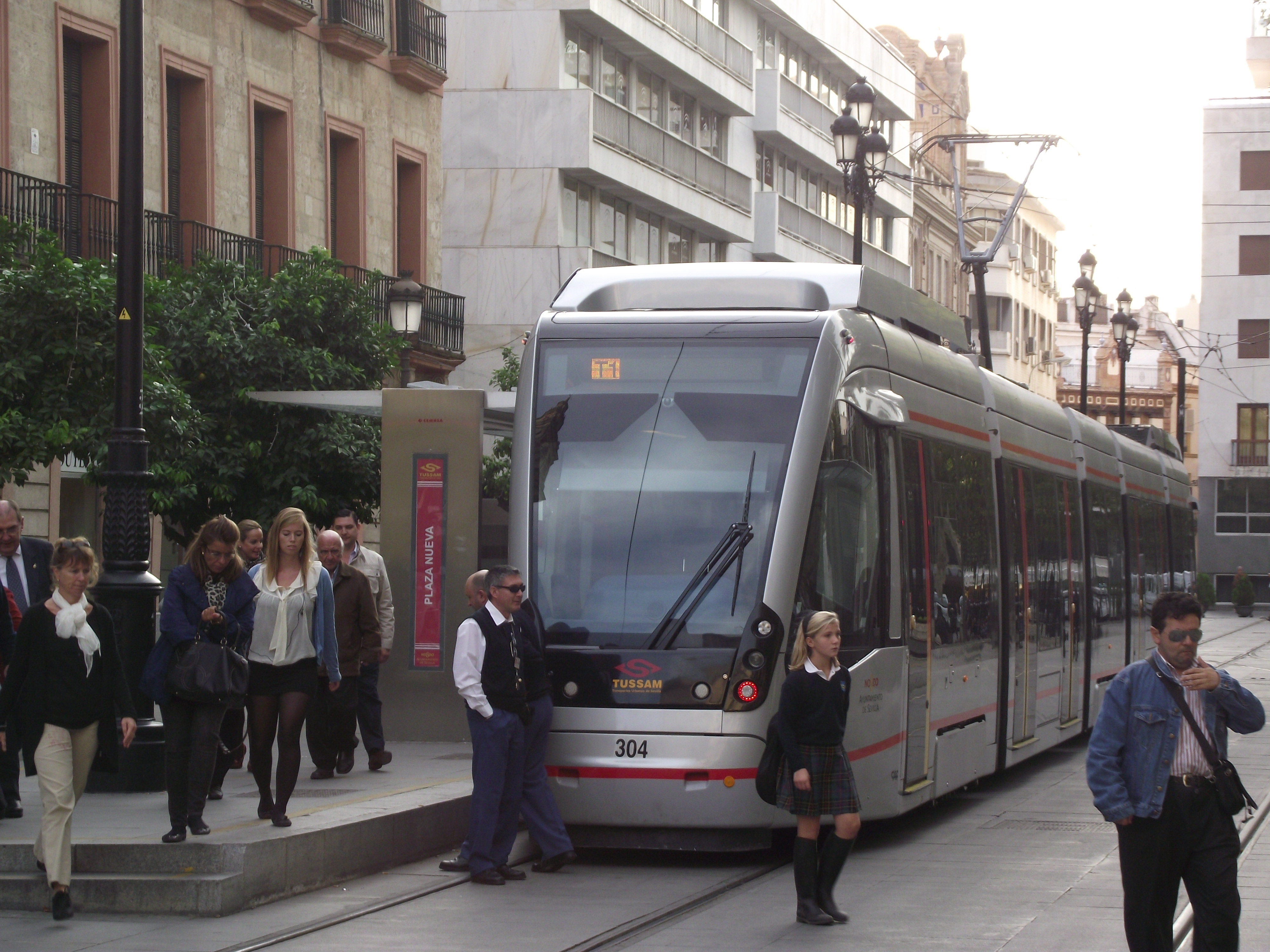
Une rame Urbos III à Plaza Nueva, avec son pantographe déployé
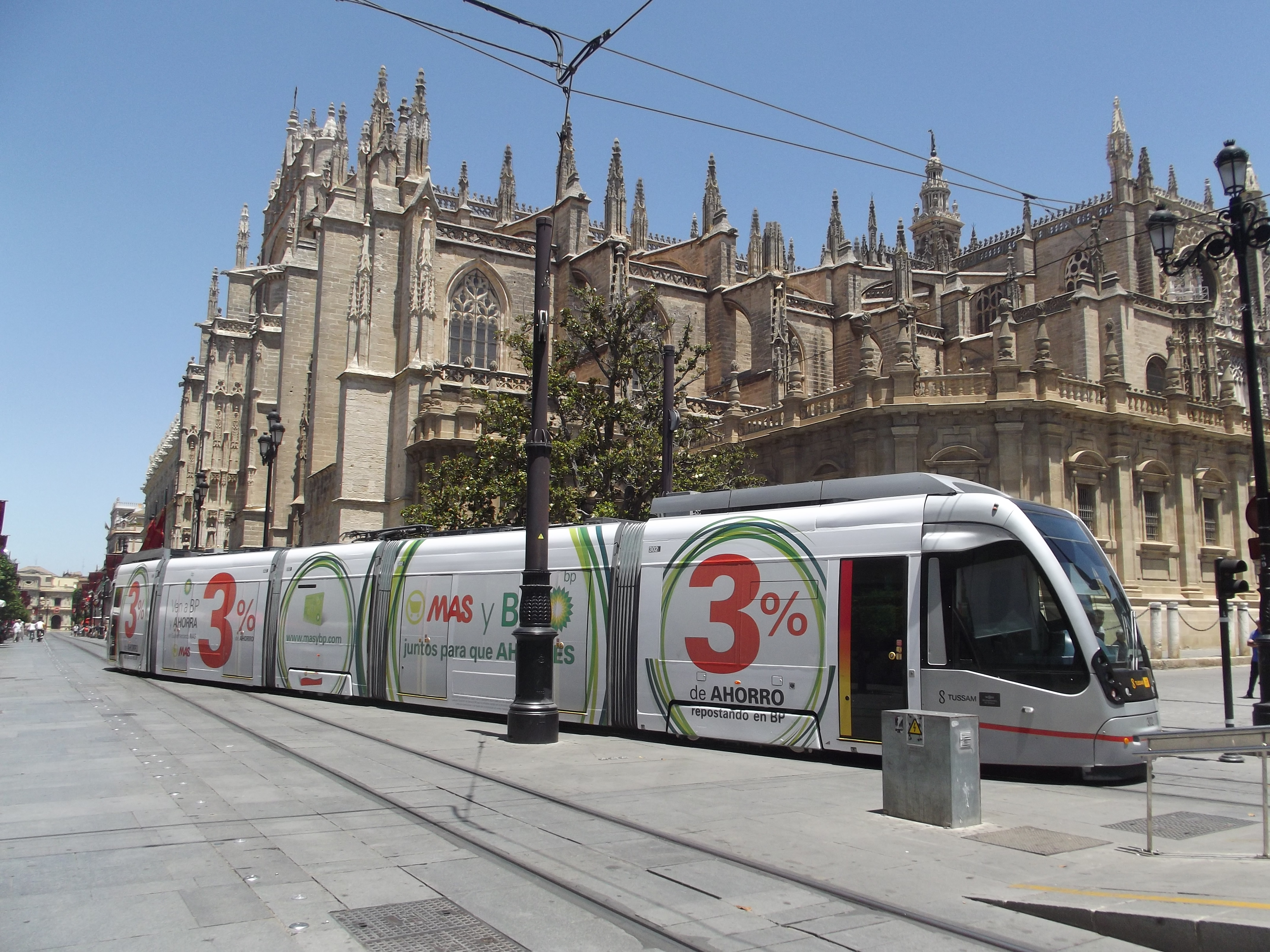
Une rame Urbos III passe devant la cathédrale, pantographe replié.
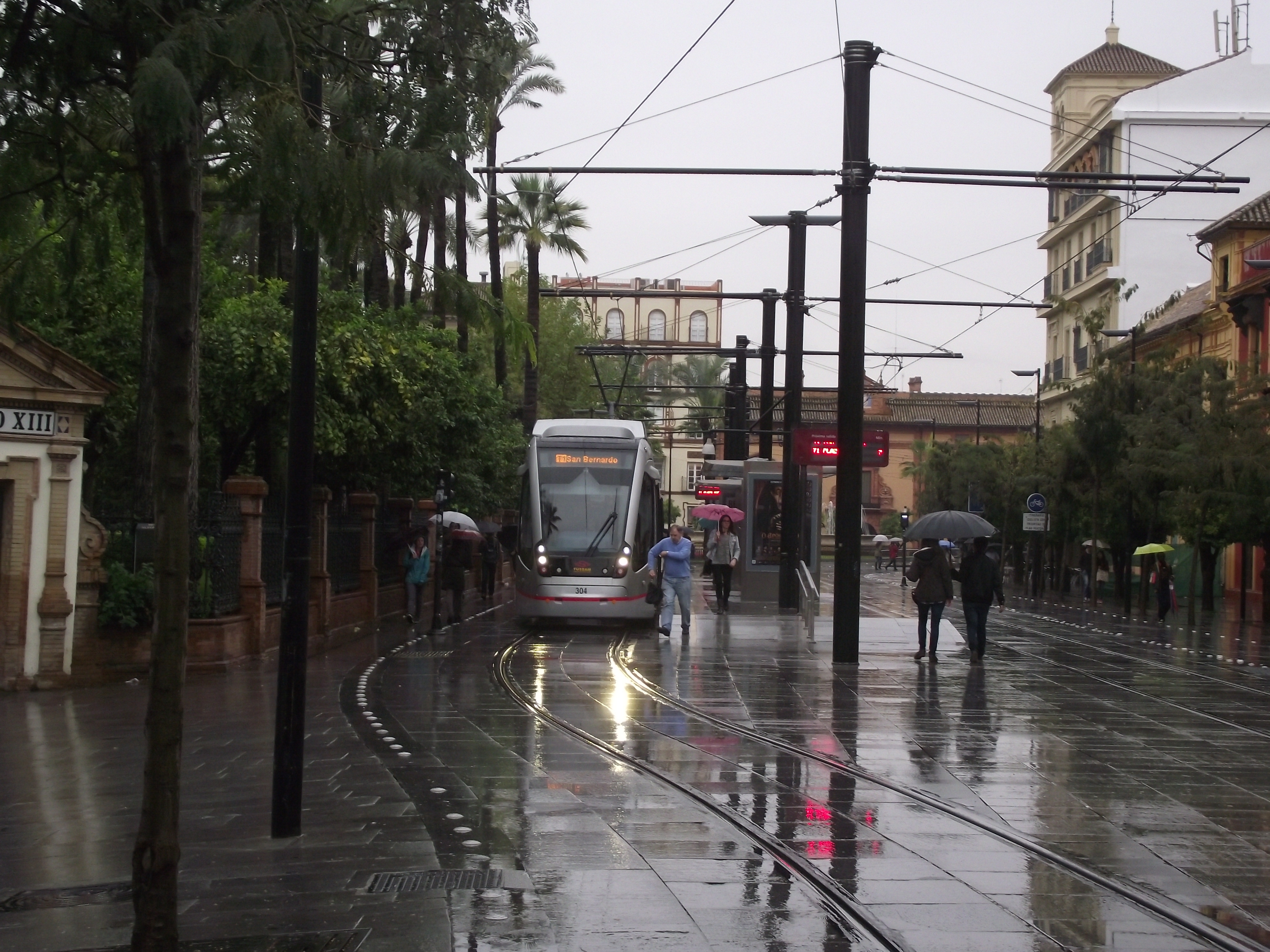
Les caténaires à Puerta Jerez.